# Peristylus stenodon
Peristylus stenodon är en orkidéart som först beskrevs av Heinrich Gustav Reichenbach, och fick sitt nu gällande namn av Paul J. Kores. Peristylus stenodon ingår i släktet Peristylus och familjen orkidéer.
Artens utbredningsområde är Vanuatu. Inga underarter finns listade i Catalogue of Life.